# Kasuvuganahalli, Mulbagal
Kasuvuganahalli là một làng thuộc tehsil Mulbagal, huyện Kolar, bang Karnataka, Ấn Độ.